# Christian Inngjerdingen
Christian Inngjerdingen (* 19. Dezember 1996) ist ein ehemaliger schwedischer Skispringer.

## Werdegang
Inngjerdingen, der für Holmens IF startet, gab sein internationales Debüt im Dezember 2013 im Rahmen des FIS Cups im norwegischen Notodden. Mit den Plätzen 22 und 29 sammelte er dabei erste Punkte. Ein Jahr später kam er in Rena erstmals im Skisprung-Continental-Cup zum Einsatz. Mit drei Platzierungen außerhalb der Top 40 in den folgenden drei Tagen verpasste er jeweils den Sprung in die Punkteränge. Am 17. Januar 2015 sprang er in Sapporo als 25. und 30. erstmals in die Punkteränge des Continental Cups. Bei den folgenden Junioren-Weltmeisterschaften 2015 im kasachischen Almaty sprang Inngjerdingen auf den 54. Platz. Bei den Schwedischen Meisterschaften im Skispringen 2015 in Örnsköldsvik feierte er auf der Normalschanze mit Sprüngen auf 93 und 97 Meter seinen ersten nationalen Meistertitel. Nur zwei Tage später startete er im Rahmen der Qualifikationsspringen bei der Weltmeisterschaft 2015 in Falun. Nachdem er in beiden Einzelspringen die Qualifikation verpasst hatte, startete er gemeinsam mit Simon Eklund, Jonas Sandell und Carl Nordin im Teamwettbewerb. Dort wurde das Schwedische Team 13. und damit Letzter.
Bei den Schwedischen Meisterschaften 2017 in Falun gewann Inngjerdingen die Goldmedaille in Einzel- und Teamwettbewerb.
Seinen letzten internationalen Wettkampf bestritt er im März 2017 im Continental-Cup.

## Erfolge

### Continental-Cup-Platzierungen
| Saison  | Platz | Punkte |
| ------- | ----- | ------ |
| 2014/15 | 119.  | 007    |